# Sint-Gilliskerk (Lembeke)

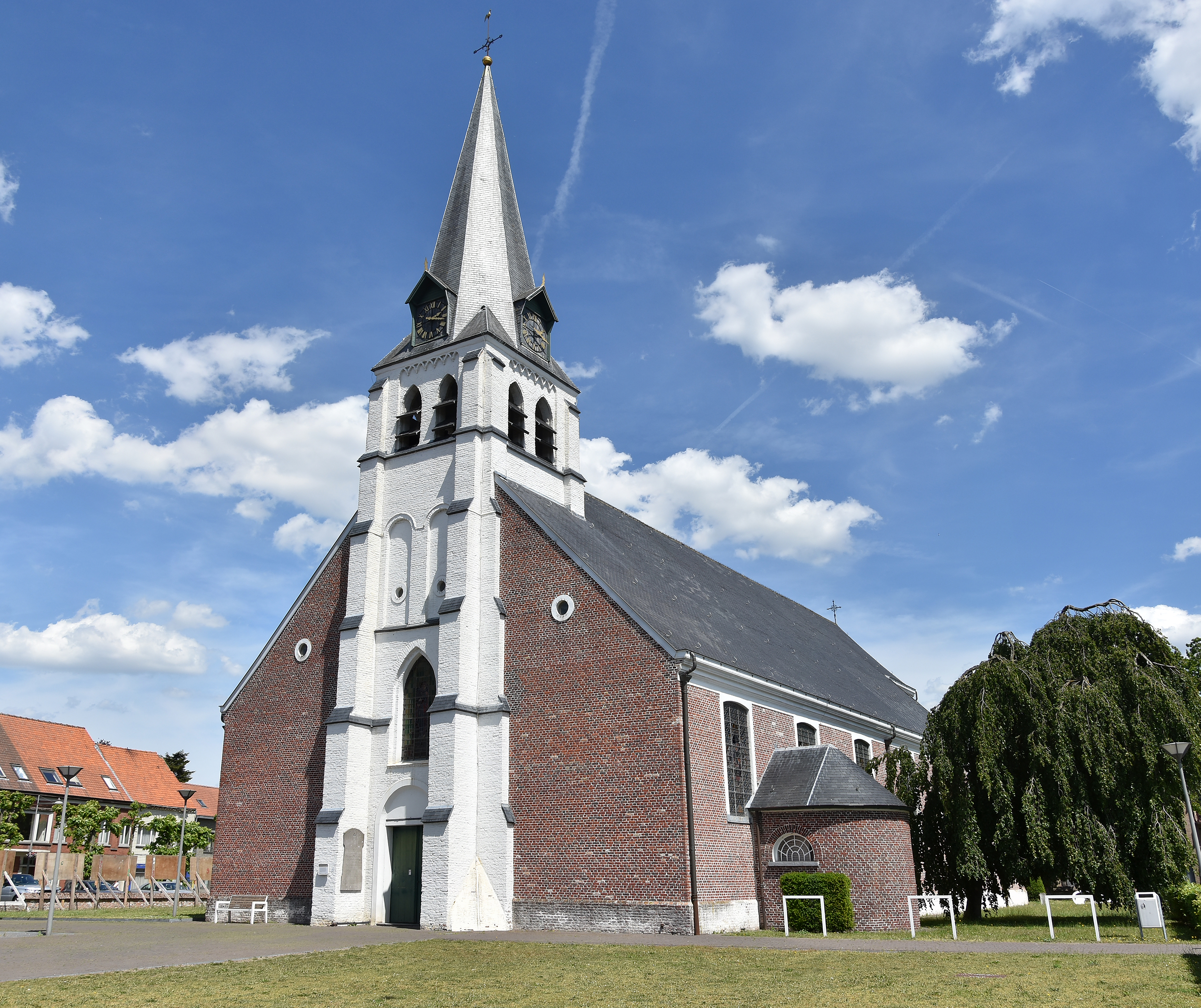
Sint-Gilliskerk

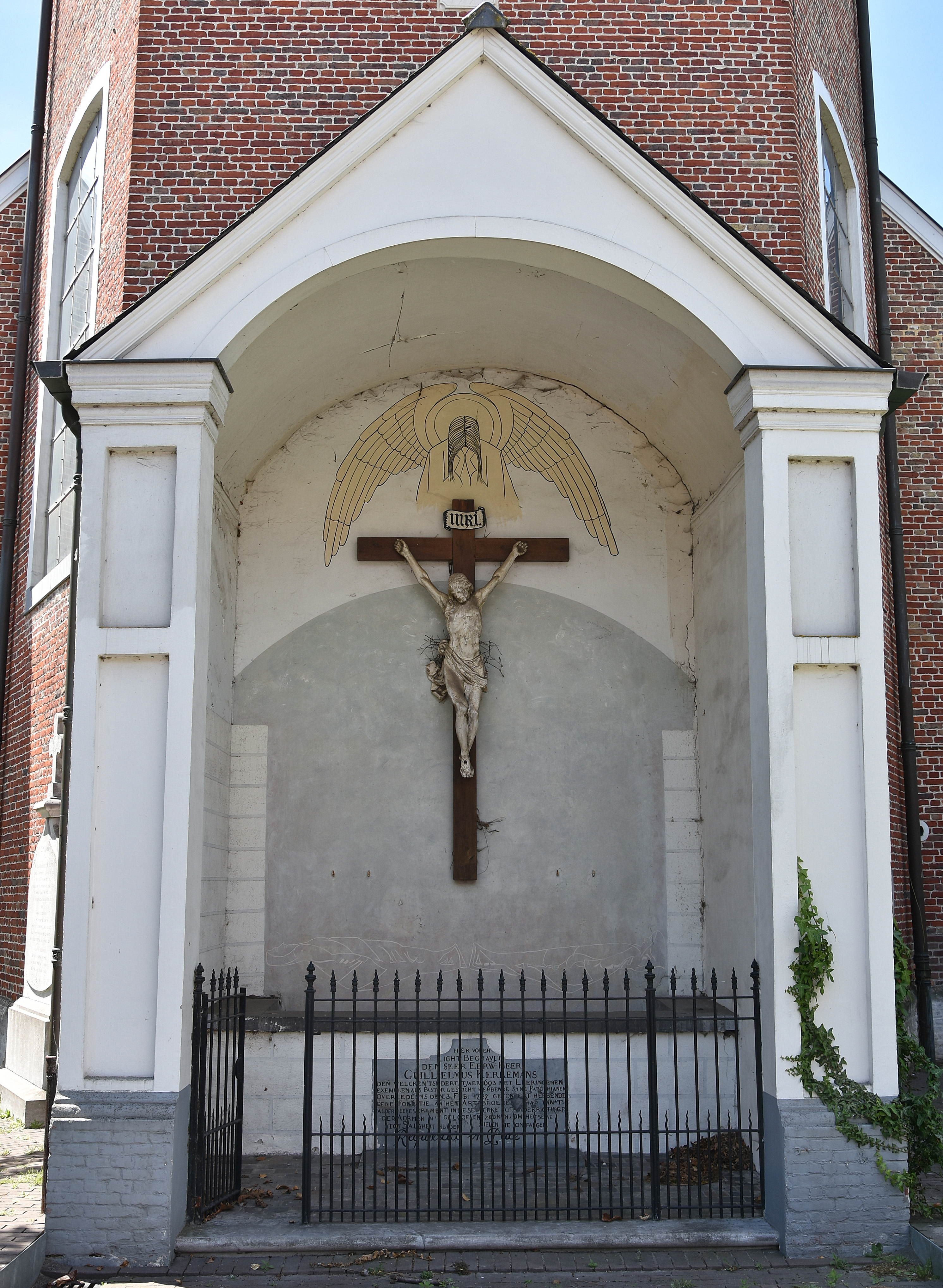
De calvarie aan de koorzijde

De Sint-Gilliskerk (ook: Sint-Egidiuskerk) is de parochiekerk van het tot de Oost-Vlaamse gemeente Kaprijke behorende dorp Lembeke, gelegen aan Lembeke-Dorp. De kerk is toegewijd aan de heilige Egidius, die populair Gillis wordt genoemd.

## Geschiedenis
De parochie werd vermoedelijk in de 12e eeuw opgericht. De eerste schriftelijke vermelding is van 1261. In de 13e eeuw was er een eenbeukige kerk waarvan de toren behouden bleef. Tijdens de godsdienstoorlogen eind 16e eeuw liep de kerk schade op, welke daarna werd hersteld. In 1776 werd de kerk gesloopt met behoud van de toren. In hetzelfde jaar werd begonnen met de bouw van een nieuwe kerk en deze werd in 1778 ingezegend.

## Gebouw
Het betreft een driebeukige bakstenen pseudobasiliek in classicistische stijl. De eveneens bakstenen toren werd geschilderd. Hij heeft steunberen en een achtkante spits en werd omstreeks 1300 gebouwd in vroege gotiek.

## Interieur
Het classicistische interieur is wit geschilderd. Er zijn diverse glas-in-loodramen van 1887 en 1896. Uit 1765 is een schilderij, voorstellende de Heilige Lodewijk, door Lodewijk De Deyster. Een Tenhemelopneming van Maria bevindt zich boven het noordelijk zijaltaar en is van 1719.
Een Mariabeeld in gepolychromeerd lindenhoutis 17e-eeuws. De andere gepolychromeerde heiligenbeelden zijn 19e-eeuws.
Het hoofdaltaar is van eind 18e eeuw met een attiek van 1642. Het noordelijk zijaltaar is gewijd aan Onze-Lieve-Vrouw, het zuidelijke aan Sint-Gillis. Beide zijn van omstreeks 1700. Ook zijn er diverse 18e-eeuwse koorbanken en kerkmeestersbanken. De preekstoel is uit het vierde kwart van de 18e eeuw en de biechtstoelen zijn 17e- of 18e-eeuws. Het orgel is gebouwd door de orgelbouwers Van Peteghem en is van ongeveer 1780, verbouwd in 1912. De orgelkast is van omstreeks 1775 en gebouwd door Emmanuel Van Speybroeck.

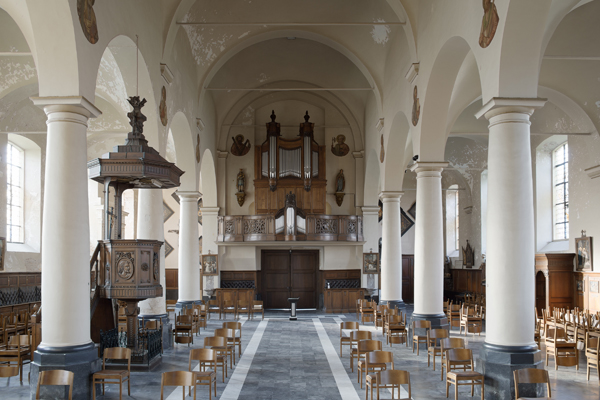
Interieur
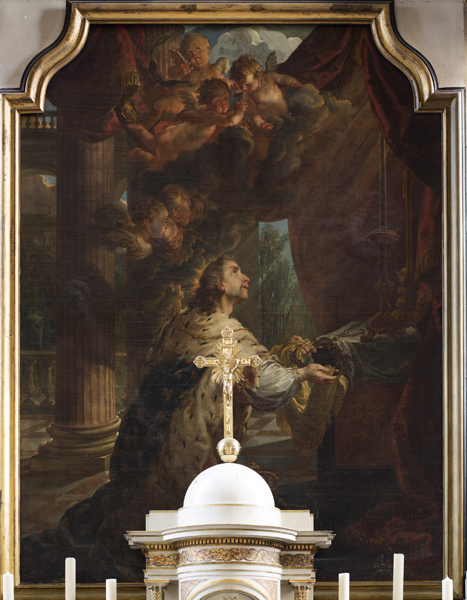
Heilige Lodewijk
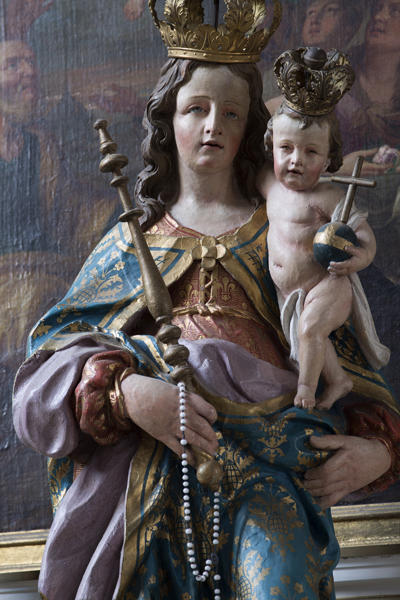
Maria en Jezus (gepolychromeerd lindehout)
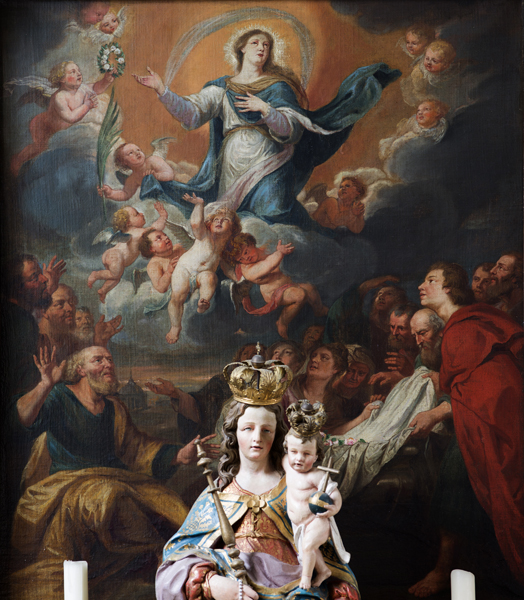
Tenhemelopneming van Maria
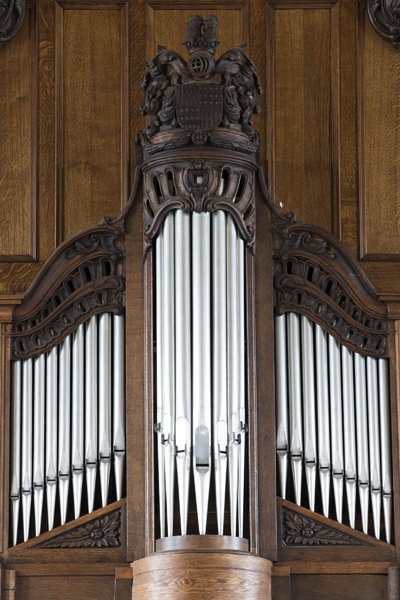
Orgel